# Buglossoides purpureocaerulea
Buglossoides purpureocaerulea là loài thực vật có hoa trong họ Mồ hôi. Loài này được (L.) I.M.Johnst. mô tả khoa học đầu tiên năm 1954.